# Sandżaagijn Bajar
Sandżaagijn Bajar (mong. Санжаагийн Баяр; ur. 1956 w Ułan Bator) – mongolski polityk, przewodniczący Mongolskiej Partii Ludowo-Rewolucyjnej od 22 listopada 2007 do 8 kwietnia 2010. Premier Mongolii od 22 listopada 2007 do 28 października 2009.

## Życiorys
Bajar w 1978 ukończył prawo na Uniwersytecie Moskiewskim. W latach 1979–1983 pracował jako funkcjonariusz w Sztabie Generalnym Mongolskich Si Zbrojnych. Od 1983 do 1988 był dziennikarzem i redaktorem w agencjach informacyjnych Montsame oraz Mongolpresse.
W latach 1990–1992 Bajar był członkiem Małego Churału, dawnej niższej izby parlamentu. Od 1992 do 1997 pracował jako wykładowca mongolskiej Akademii Nauk Społecznych. Jednocześnie zajmował stanowisko dyrektora Instytutu Studiów Strategicznych przy Ministerstwie Obrony. W latach 1997–2001 był szefem kancelarii prezydenta Nacagijna Bagabandi. Następnie, od 2001 do 2005 pełnił funkcję ambasadora w Moskwie.
Sandżagijn Bajar wstąpił do Mongolskiej Partii Ludowo-Rewolucyjnej w 1988. W 2005 został jej sekretarzem generalnym. 26 października 2007 podczas 25. Kongresu partii został wybrany jej nowym przewodniczącym, pokonując w głosowaniu Mijeegombyna Enchbolda stosunkiem głosów 377 do 229. Kongres partii zdecydował również, że Bajar zastąpi Enchbolda także na stanowisku szefa rządu. 8 listopada 2007 premier Enchbold podał się do dymisji. 22 listopada 2007 Sandżaagijn Bajar został powołany na stanowisko premiera i uzyskał zatwierdzenie parlamentu.
W wyborach parlamentarnych 29 czerwca 2008 Mongolska Partia Ludowo-Rewolucyjna odniosła zwycięstwo, zdobywając 39 miejsc w 76-osobowym parlamencie, gwarantujące jej samodzielne rządy. Jednakże zdecydowała się zawiązać wielką koalicję z Partią Demokratyczną (26 mandatów). 19 września 2008 parlament zatwierdził nowy koalicyjny rząd premiera Bajara.
26 października 2009 premier Bajar przesłał do parlamentu z list z prośbą swojej dymisji. Jej powodem były kłopoty zdrowotne, premier miał problemy z wątrobą i w ostatnim czasie musiał być hospitalizowany. 28 października 2009 parlament przyjął dymisję Bajara i do czasu powołania nowego szefa rządu pełniącym obowiązki premiera mianował wicepremiera Norowyna Altanchujaga.